# Bavari

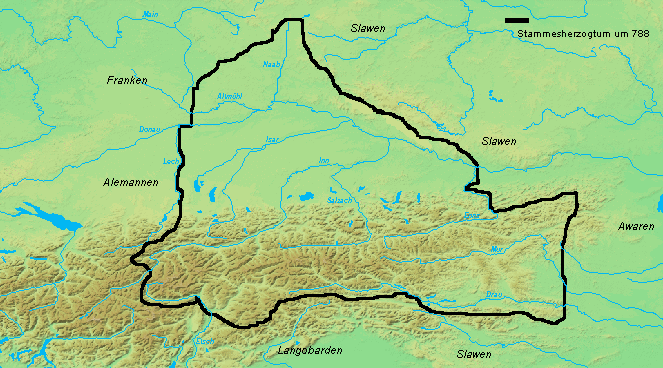
Il territorio del ducato dei Bavari nel 788.

I Bavari, noti anche come Baiuvari o Baiovarii, erano una tribù germanica in origine stanziata in Boemia. In seguito si espansero in Baviera, che proprio da loro ha preso il nome, e nell'odierna Austria, dove contrastarono le scorrerie degli Slavi e degli Avari. I testi più antichi a menzionare i Bavari sono la Tavola delle Nazioni franca, databile al 520, e i Getica di Giordane, del 551.

## Storia
Fino a non molto tempo fa si pensava che gli antichi Bavari discendessero direttamente dai Galli Boi, che erano insediati nell'odierna Austria. Studi successivi hanno suggerito un'etnogenesi più complessa, dando sempre maggior supporto alla teoria secondo cui ciò che restava dei Boi fu assorbito all'interno dell'Impero Romano, per poi mescolarsi con tribù germaniche che ricevettero il permesso di Roma, di insediarsi nell'area. I Bavari furono dapprima preziosi alleati dei Longobardi, ma in seguito vennero sottomessi dai Franchi e poi progressivamente inglobati nel loro regno. Essi diedero origine ad un ducato, anche se pare probabile che i regnanti non fossero bavari di origine.

## Sovrani leggendari dei Bavari
Il primo duca dei Bavari noto fu l'agilolfingio Garibaldo I, che governò dal 555. Tuttavia, la tradizione ricorda tre duchi semi-leggendari che precedettero Garibaldo I.
- Teodone I (508-512)
- Teodone II (512-537)
- Teodone III (537-565)